# 수라파드마
수라파드마(산스크리트어: शूरपद्म) 또는 수라파드만(타밀어: சூரபத்மன்)은 리쉬 카샤파와 아수리 마법사 마야의 아들인 아수라였다. 그는 벨 무루간에 의해 패배했지만 패배하기 전에 용서를 구했고 그의 바하나인 공작이 되는 영예를 얻었다. 그는 싱무칸과 타라카수라의 형제이다. 그의 장남은 바누코판이다.

## 전설
수라파드만은 마법사 마야와 리시 카샤파의 아들이었다. 그 부부에게는 세 아들과 한 딸이 있었고 리시는 수세기 동안 다시 명상을 하러 갔다. 그래서 형제들은 자라서 아수라가 되었다. 수라파드마는 시바에게 아주 긴 참회를 했다. 그 결과, 그는 시바와 암컷의 결합 없이 태어난 시바의 자손 외에는 어떤 성질에서도 그를 죽이거나 물리칠 수 없다는 혜택을 받았다. 이 혜택은 수라파드만가 그것을 머리로 가져갔고 직접적인 전쟁이나 열등한 통치자로서의 예속을 통해 필멸의 세계를 정복했기 때문에 매우 부정적인 결과를 초래했다. 경전에 따르면 수라파드만은 한때 카일라쉬 산을 들어올리려 했지만 시바가 산을 밀어붙이고 수라파드만을 그 아래에 가두었다. 천 년 동안 투옥된 수라파드만은 시바를 찬양하는 찬송(시바 툰단)을 불렀다. 시바는 마침내 그를 축복했고 그에게 무적의 검과 강력한 링가(시바의 상징적 상징인 아트말링가)를 주어 숭배하게 했다. 그는 바다에서 2마일 떨어진 비라 마헨드라푸리에 제국의 수도를 세우고 그의 형제들에게 광대한 제국의 일부를 주었다. 동시에, 누이가 수라파드만을 위한 여왕을 첩으로 얻으려고 하는 동안 인드라라니의 (마하칼란) 경비병에 의해 그의 누이의 팔이 절단되었다. 이 분노한 수라파드만은 하늘을 정복하고 모든 천신을 포로로 잡아 고문했다.
한편, 시바는 이마의 불꽃으로 카르티케야라고도 알려진 아들 무루간을 창조했다. 소년은 전쟁과 다른 모든 면에서 매우 잘생기고 재능이 뛰어났다. 무루간은 비라바구 형제의 필멸의 군대와 함께 비라 마헨드라푸리를 향해 행진하기 시작했으며, 아수라들을 죽였다. 무루간은 수라파드만의 병사 대부분을 죽이고 중형 심하무카(그가 그의 어머니의 사자 바하나가 되도록 은총을 받았음)를 물리쳐야 했다. 수라파드마가 항복을 거부하자 최후의 전투가 벌어졌고 전자는 패배했다. 그는 무기, 차량 및 거의 모든 군대를 잃었다. 결국 무루간은 그의 벨로 치명상을 입혔고 수라파드마는 그의 영광을 살려달라고 요청했다. 무루간은 수라파드만이 영원히 그의 바하나가 될 것이라는 조항에 따라 이것을 승인했다. 이 시점에서 수라파드마는 공작의 형태를 취했다.
수라파드마의 살해는 수라삼하람(수란 전쟁)으로 경축된다. 수란 전쟁 축제는 인도 남부, 특히 티루첸두르에서 성대하게 축하되며 무루간과 수라파드만 사이의 마지막 전투가 일어났다고 한다.
마나바 푸라나에 따르면 나라카수라는 이 아수라의 재탄생이었다.